# Istituzione dell'Eucaristia
L'istituzione dell'Eucaristia è un arazzo realizzato tra il 1630 e il 1650 su cartone preparatore di Peter Paul Rubens dalla manifattura Raes di Bruxelles. L'opera è conservata presso il Museo diocesano di Ancona. 

## Storia
L'arazzo fa parte di una serie dedicata a quattro importanti festività religiose: di essa fanno parte anche la Natività, la Resurrezione di Cristo e l'Assunzione di Maria. 
I quattro arazzi erano conservati nella chiesa del Santissimo Sacramento di Ancona ed esposti solo in occasione delle ricorrenze illustrate, quindi una sola volta l'anno; ciò ha permesso ai colori di conservarsi con una vivacità insolita per degli arazzi. Durante il resto dell'anno i quattro arazzi erano conservati arrotolati all'interno di un armadio, al riparo quindi della luce, presso la sagrestia della chiesa.
Nel 1821 il critico d'arte Alessandro Maggiori riconobbe nelle quattro opere il disegno del Rubens. Durante la Seconda guerra mondiale, l'arazzo venne danneggiato e si dovette procedere a restaurarlo presso l'istituto superiore per la conservazione ed il restauro, tornando a essere esposto assieme agli altri  presso il Museo diocesano nel 1984.

### Esposizioni
L'opera è stata esposta, dal 29 luglio 2015 sino al 31 ottobre dello stesso anno, nel padiglione della Santa Sede presso Expo 2015.

## Descrizione
L'opera ritrae Cristo e i suoi discepoli durante la celebrazione dell'ultima cena, nel momento della consacrazione. Alla sinistra di Gesù è riconoscibile Giovanni, mentre alla sua destra compare Pietro.
Nell'arazzo si contraddistingue Giuda: l'unico discepolo a non essere partecipe al momento liturgico, voltato verso lo spettatore.